# 巫新兰
巫新兰（1970年2月—1983年7月10日），是广东省韶关市乳源瑶族自治县一名女學生，在拯救一名遇溺儿童時溺死，被批准為革命烈士。

## 生平
巫新兰在乳源縣的龍南鄉就读小学和中学，曾多次被授予「三好学生」的名銜。1983年，巫新兰和多名同鄉一起到南水水库游泳；在游泳期間，一名8岁女童突然下沉，巫新兰立即跳進水裡救她，但自己亦開始下沉。巫新兰的男同学亦跳進水中救人，她便把女童推向該名男同学，令女童能夠生存下來，自己最後卻溺死了。
巫新兰死後，广东省人民政府批准其为「革命烈士」，龍南鄉共青团亦追认其为团员。